# Kummelnäs
Kummelnäs is een plaats in de gemeente Nacka in het landschap Uppland en de provincie Stockholms län in Zweden. De plaats heeft 3360 inwoners (2005) en een oppervlakte van 529 hectare.